# Mantua (Ohio)
Mantua es una villa ubicada en el condado de Portage en el estado estadounidense de Ohio. En el Censo de 2010 tenía una población de 1043 habitantes y una densidad poblacional de 283,99 personas por km².

## Geografía
Mantua se encuentra ubicada en las coordenadas 41°16′55″N 81°13′21″O / 41.28194, -81.22250. Según la Oficina del Censo de los Estados Unidos, Mantua tiene una superficie total de 3.67 km², de la cual 3.63 km² corresponden a tierra firme y (1.06%) 0.04 km² es agua.

## Demografía
Según el censo de 2010, había 1043 personas residiendo en Mantua. La densidad de población era de 283,99 hab./km². De los 1043 habitantes, Mantua estaba compuesto por el 98.18% blancos, el 0.29% eran afroamericanos, el 0.1% eran amerindios, el 0.1% eran asiáticos, el 0.1% eran isleños del Pacífico, el 0% eran de otras razas y el 1.25% pertenecían a dos o más razas. Del total de la población el 0.48% eran hispanos o latinos de cualquier raza.